# He Hui
He Hui (chinesisch 和慧; * 1972 in Ankang), bekannt im Westen und auf Schallplatte als Hui He, ist eine chinesische Opern- und Konzertsängerin in der Stimmlage Sopran, die für ihre Interpretation der Opern von Giacomo Puccini und Giuseppi Verdi bekannt ist.

## Leben

### Jugend und Ausbildung
He Hui ist in Ankang geboren und aufgewachsen. Sie interessierte sich bereits in der Schule für westliche Musik und studierte Gesang am Konservatorium in Xi’an bei Professor Rao Yujian (饶余鋻). 1994 machte sie dort ihren Bachelor-Abschluss und blieb anschließend als Gesangslehrerin am Konservatorium.

### Karriere
He Hui debütierte 1995 in Shanghai als Mezzosopran in der Rolle der Dorabella in Wolfgang Amadeus Mozarts Così fan tutte. Sie wechselte bald in die Stimmlage Sopran und war 1998 in der Titelrolle von Verdis Aida bei der Eröffnungsveranstaltung des Shanghai Grand Theater erfolgreich. Ebenfalls in Shanghai sang sie 1999 die Santuzza in Cavalleria Rusticana von Pietro Mascagni und 2000 wiederum die Aida.
Im Jahr 2000 nahm sie am Operalia-Wettbewerb in Los Angeles teil und belegte den zweiten Platz. Danach hatte sie die Möglichkeit gemeinsam mit Plácido Domingo ein Konzert in Shanghai zu geben und noch im selben Jahr die Aida an der Los Angeles Opera und die Liù in Puccinis Turandot in Washington zu singen.
Ihr Operndebüt in Europa gab He Hui im Februar 2002 in Parma in der Titelrolle von Puccinis Tosca. Zwei Monate später gewann sie den ersten Preis beim Verdi-Wettbewerb Voci Verdiane in Busseto. Es folgten Auftritte als Tosca am Teatro Regio di Parma, in der Titelpartie von Verdis Alzira beim Verdi-Festival in Parma, als Aida in Lucca, Rom und Catanzaro, als Amelia in Verdis Un ballo in maschera in Verona und Bozen und als Tosca am Teatro Regio di Torino.
Im Februar 2003 debütierte He Hui an der Opéra national de Bordeaux in der Rolle der Cio-Cio-San in Puccinis Madama Butterfly. Außerdem gab sie in diesem Jahr die Liù in der Arena di Verona und die Cio-Cio-San beim Festival Puccini in Torre del Lago.
Ihren ersten Auftritt an der Wiener Staatsoper hatte He Hui 2004 als Lina in Verdis Stiffelio gemeinsam mit Renato Bruson und José Cura. In Wien folgten daraufhin Engagements in den Opern Madama Butterfly, Aida und Un ballo in maschera. Weitere Auftritte hatte sie 2004 als Cio-Cio-San beim Puccini Festival in Torre del Lago und an der Volksoper Wien sowie als Tosca an der Opéra national de Bordeaux.
Die Tosca gab sie auch 2005 an der Opéra de Bordeaux und bei ihrem Deutschlanddebüt am Badischen Staatstheater Karlsruhe. Weitere Rollen waren die Titelrolle in Puccinis Manon Lescaut in Toulon, die Cio-cio-san am Teatro Regio von Parma und an der Wiener Volksoper, die Liù in der Arena von Verona und die Odabella in Verdis Attila in Busseto.
Das Jahr 2006 führte He Hui an die Opéra Bastille in Paris als Cio-cio-san und an das Grand Théâtre de Bordeaux als Aida. Sie hatte ihr Debüt am Teatro alla Scala in Mailand als Tosca, dirigiert von Lorin Maazel. Sie gab die Tosca in der Arena di Verona unter der Leitung von Daniel Oren und die Amelia am Teatro Massimo in Palermo. Im Herbst 2006 sang He Hui die Cio-cio-san in Hongkong in der Premiere der Saison 2006/2007 des Hong Kong Philharmonic Orchestra. Es folgte die Cio-Cio-San an der Wiener Staatsoper und am Teatro alla Scala in Mailand.
2007 gab sie die Manon Lescaut am Teatro Verdi in Triest, wieder unter der Leitung von Daniel Oren.
2008 hatte He Hui ihr Debüt als Tosca am Teatro dell’Opera in Rom, gab die Aida an der Wiener Staatsoper und der Staatsoper Stuttgart und die Manon Lescaut an der Oper in Teneriffa.
2009 hatte sie Engagements an der Wiener Staatsoper (als Lina in Verdis Stiffelio) und an der New Israeli Opera in Tel Aviv, in Wiesbaden, der Hamburgischen Staatsoper und beim Klangvokal Musikfestival in Dortmund (als Tosca). Mit Cio-Cio-San debütierte sie an der Deutschen Oper Berlin. Zur Saisoneröffnung des Teatro dell’Opera di Roma sang sie die Aida und in Genua gab sie die Maddalena in Andrea Chénier von Umberto Giordano. Außerdem debütierte He Hui an der Griechischen Nationaloper Athen als Ariadne in Ariadne auf Naxos von Richard Strauss.
2010 gab He Hui ihr Debüt als Aida an der Metropolitan Opera in New York City sowie am Palau de les Arts Reina Sofía in Valencia. Die gleiche Rolle sang sie auch in Salerno, München, Verona, Köln, Florenz, Rom und Chicago. Die Cio-Cio-San gab sie in Wien, Athen, München, Verona, Turin und Genua, die Amelia in Salerno und London, die Tosca an der Deutschen Oper Berlin, in Frankfurt und in Florenz.
2011 sang sie die Aida zunächst in einer neuen Produktion des Maggio Musicale Fiorentino, dirigiert von Zubin Mehta und anschließend an den Opernhäusern in Köln, Valencia, Monaco und mit der New Israeli Opera in Masada. Sie gab ihr Debüt in der Rolle der Leonora in Giuseppe Verdis Il Trovatore am Opernhaus in Oviedo und sang im Herbst 2011 eine neue Partie, die Rolle der Soong Ching-Ling in der Chinaoper Dr. Sun Yat-Sen in Peking und Hongkong.
2012 gab sie die Aida an der Lyric Opera of Chicago und an der Metropolitan Opera in New York City und sang die Cio-Cio-San und die Tosca an der Staatsoper Berlin sowie der Deutschen Oper Berlin.
In der Opernsaison 2012/2013 hatte He Hui ihr Debüt in der Titelrolle der Oper La Gioconda von Amilcare Ponchielli in Salerno, sang die Madama Butterfly in Kopenhagen, München und Barcelona und die Amelia in Un ballo in maschera in Peking.
Die Opernsaison 2013/2014 führte sie als Aida an die Mailänder Scala und auf eine Japantournee und als Cio-Cio-San an die Metropolitan Opera, die Bayerische Staatsoper und die Wiener Staatsoper. Sie sang die Gioconda in Berlin und die Leonora am Theatro Municipal de São Paulo in Brasilien. Während der Feierlichkeiten zum hundertsten Jahrestag der Opernfestspiele in der Arena di Verona sang sie die Aida und die Leonora sowie die Messa da Requiem von Verdi. Verdis Requiem sang He Hui auch in Dallas anlässlich des 100. Todestages des Komponisten. Außerdem war sie der Titelrolle von Puccinis Manon Lescaut in einer Inszenierung der Deutschen Oper Berlin am Opernhaus in Maskat zu hören.
In der Opernsaison 2014/2015 gab sie die Cio-Cio-San an der Den Norske Opera in Oslo und der Deutschen Oper Berlin, die Floria Tosca am Teatro Massimo in Palermo, der Lyric Opera of Chicago, der Sächsischen Staatsoper in Dresden und am Teatro de la Maestranza in Sevilla, die Manon Lescaut an der Deutschen Oper Berlin und die Aida am National Centre for the Performing Arts in Peking, am Teatro dell’Opera di Roma und in der Arena di Verona.
In der Opernsaison 2015/2016 war sie in den Titelpartien der Opern Il trovatore (beim Chorégies d’Orange und in der Arena di Verona), Simon Boccanegra (am National Centre for the Performing Arts), Madama Butterfly (an der Bayerischen Staatsoper), Tosca (an der Opera Hongkong, der Sächsischen Staatsoper, der Deutschen Oper Berlin und beim Festival Puccini), Manon Lescaut (an der Deutschen Oper Berlin), La forza del destino (am Teatro Filarmonico in Verona und am Hessischen Staatstheater Wiesbaden) und Aida (am Teatro Municipale Giuseppe Verdi in Salerno und in der Arena di Verona) zu hören.
Die Opernsaison 2016/2017 führte He Hui an das Teatro Massimo di Palermo (als Cio-cio-san), die Den Norske Opera in Oslo (als Cio-cio-san), das Teatro dell’Opera di Roma (als Amelia), die Deutsche Oper Berlin (als Floria Tosca und Cio-cio-san), die Dallas Opera (als Cio-cio-san), das Opernhaus Zürich (als Amelia), das Teatro Real de Madrid (als Cio-cio-san), in die Arena di Verona (als Cio-cio-san und Aida) und zum Festival Puccini (als Floria Tosca).
In der Opernsaison 2017/2018 gab sie die Aida an der Opera Hongkong und in der Arena di Verona sowie die Cio-Cio-San an der Metropolitan Opera, der Deutsche Oper Berlin, der Dallas Opera, im Teatro Real de Madrid und in der Arena di Verona. Weitere Engagements führten sie in Puccinis Tosca zum Festival Puccini und in Verdis Un ballo in maschera ans Opernhaus Zürich.
In den Jahren 2018 bis 2022 gab He Hui
- die Adriana Lecouvreur in Francesco Cileas Oper Adriana Lecouvreur in der Arena di Verona
- die Aida in Verdis Oper Aida im National Centre for the Performing Arts und in der Arena di Verona
- die Cio-cio-san in Puccinis Oper Madama Butterfly am Opernhaus Zürich, der Wiener Staatsoper, im National Centre for the Performing Arts und der Metropolitan Opera
- die Elvira in Verdis Oper Ernani an der Opera di Marseille und am Teatro Nacional de São Carlos
- die Floria Tosca in Puccinis Oper Tosca an der Staatsoper Hamburg, im Shaanxi Performing Arts Center, im Guangzhou Opera House, in der Semperoper, in der Arena di Verona und beim Festival Puccini
- die La Gioconda in Ponchiellis Oper La Gioconda an der Deutsche Oper Berlin und im Opernhaus La Monnaie/De Munt
- die Mimi in Puccinis Oper La Bohème beim Festival Puccini
- die Nedda in Ruggero Leoncavallos Oper Pagliacci im Guangzhou Opera House
- die Santuzza in Mascagnis Oper Cavalleria rusticana im Guangzhou Opera House und an der Opera Holland Park
- die Senta in Wagners Oper Der fliegende Holländer im Guangzhou Opera House und
- die Turandot in Puccinis Oper Turandot am Teatro Comunale di Bologna und im Shaanxi Performing Arts Center.

Im Jahr 2019 sprang sie in der Titelrolle der Oper Adriana Lecouvreur von Francesco Cilea in einer konzertanten Aufführung bei den Salzburger Festspielen für die unpässliche Anna Netrebko ein.
Bei ihren Auftritten hat He Hui mit bekannten Dirigenten wie Lorin Maazel, Zubin Mehta, Daniel Oren, Fabio Luisi, Marco Armilliato, Andris Nelsons und Gustavo Dudamel, bekannten Regisseuren wie Franco Zeffirelli, Hugo de Ana, Robert Wilson, Damiano Michieletto, Giancarlo Del Monaco und Keita Asari und Sängern, wie Placido Domingo, Renato Bruson, Raina Kabaivanska, Giovanna Casolla, Dolora Zajick, Joan Pons, Roberto Alagna und Ambrogio Maestri zusammengearbeitet.

### Verbindungen in China
He Hui pflegt enge Beziehungen zu chinesischen klassischen Musikkreisen, ist ihrem Konservatorium in Xi’an nach wie vor verbunden und tritt regelmäßig im Nationalen Zentrum für Darstellende Künste in Peking auf, wie 2015 in der Titelpartie von Verdis Aida unter Zubin Mehta.

## Repertoire (Auswahl)
Oper
| Komponist               | Oper                    | Rolle              |
| ----------------------- | ----------------------- | ------------------ |
| Francesco Cilea         | Adriana Lecouvreur      | Adriana Lecouvreur |
| Umberto Giordano        | Andrea Chénier          | Maddalena          |
| Pietro Mascagni         | Cavalleria rusticana    | Santuzza           |
| Wolfgang Amadeus Mozart | Cosi fan tutte          | Dorabella          |
| Amilcare Ponchielli     | La Gioconda             | La Gioconda        |
| Giacomo Puccini         | Madama Butterfly        | Cio-cio-san        |
| Giacomo Puccini         | Manon Lescaut           | Manon Lescaut      |
| Giacomo Puccini         | Tosca                   | Floria Tosca       |
| Giacomo Puccini         | Turandot                | Liù                |
| Huang Ruo               | Dr. Sun Yat-sen         | Soong Ching-Ling   |
| Richard Strauss         | Ariadne auf Naxos       | Ariadne            |
| Giuseppe Verdi          | Aida                    | Aida               |
| Giuseppe Verdi          | Alzira                  | Alzira             |
| Giuseppe Verdi          | Attila                  | Odabella           |
| Giuseppe Verdi          | Don Carlos              | Elisabetta         |
| Giuseppe Verdi          | Ernani                  | Elvira             |
| Giuseppe Verdi          | Il trovatore            | Leonora            |
| Giuseppe Verdi          | La forza del destino    | Leonora            |
| Giuseppe Verdi          | Simon Boccanegra        | Amelia Grimaldi    |
| Giuseppe Verdi          | Stiffelio               | Lina               |
| Giuseppe Verdi          | Un ballo in maschera    | Amelia             |
| Richard Wagner          | Der fliegende Holländer | Senta              |
| Richard Wagner          | Lohengrin               | Elsa               |

Vokalwerke
| Komponist      | Werk             |
| -------------- | ---------------- |
| Giuseppe Verdi | Messa da Requiem |

## Auszeichnungen
- 2000: 2. Platz beim Operalia-Wettbewerb in Los Angeles[9]
- 2002: 1. Platz beim Verdi-Wettbewerbs Voci Verdiane in Busseto
- 2005: Sergio Ravazzin-Preis für das beste Debüt in der Arena di Verona
- 2007: Juliet-Preis von der Giuseppe Verdi Association in Verona für die beste Aida-Interpretation
- 2009: Kaleidos-Preis der Kaleidos Association von Palermo
- 2010: „Oscar of the Opera“ von der Arena di Verona Foundation
- 2011: Luigi Illica-Preis der Stadt Castell’Arquato
- 2013: Verona Lirica_Preis der Assoziation „Verona Lirica“[1]

## Aufnahmen
CD
- Hui He Sings Verdi & Puccini – Arias from Aida, Un Ballo in Maschera, Il Trovatore, Atilla, Manon Lescaut, Madama Butterfly, Tosca & Turandot (Oehms)

DVD
- Verdi: Aida – Maggio Musicale Fiorentino, Zubin Mehta, Florenz 2011
- Verdi: Aida – Arena di Verona, Daniel Oren, Verona 2012
- Madama Butterfly – The Trace of the Butterfly – Dokumentation mit Höhepunkten des Festival Puccini in Torre del Lago.